# Hole to Feed / Fragile Tension
Hole to Feed / Fragile Tension – czwarty singel promujący album Sounds of the Universe zespołu Depeche Mode. Wydany został 7 grudnia 2009. „Hole to Feed” napisali Dave Gahan, Christian Eigner i Andrew Phillpott, a „Fragile Tension” – Martin Gore.
„Hole to Feed” był grany na żywo w trasie „Tour of the Universe” zaraz po „Wrong”, natomiast Fragile Tension tylko raz w Toronto. Oba utwory zostały zmiksowane i edytowane. „Fragile Tension” ma kilka nowych instrumentów i jaśniejszy wokal, a „Hole to Feed” zostało poprawione.

## Teledysk
Teledysk do „Hole to Feed” nagrywany był w sierpniu 2009. Zrealizował go Eric Wareheim i Tim and Eric Awesome Show, natomiast „Fragile Tension” reżyserował Rob Chandler i Barney Steel.

## Lista utworów

### 12" Mute 12BONG 43
1. „Fragile Tension (Stephan Bodzin Remix)” – 9:14.
2. „Fragile Tension (Kris Menace's Love On Laserdisc Remix)” – 6:24.
3. „Hole to Feed (Popof Vocal Mix)” – 8:42.
4. „Hole to Feed (Paul Woolford's Easyfun Ethereal Disco Mix)” – 9:24.
5. „Perfect (Robert Sanchez Club Mix)” – 7:24.
6. „Perfect (Ralphi Rosario Dub)” – 8:26.
7. „Perfect (Herve's 'Warehouse Frequencies' Remix)” – 5:10.
8. „Perfect (Sander Van Doorn Remix)” – 8:02.

### CD Mute CDBONG43
1. „Fragile Tension (Radio Mix)” – 3:36.
2. „Hole to Feed (Radio Mix)” – 3:27.
3. „Perfect (Robert Sanchez Club Mix)” – 7:24.
4. „Come Back (SixToes Remix)” – 4:56.
5. „Fragile Tension (Laidback Luke Remix)” – 7:52.
6. „Hole to Feed (Popof Vocal Mix)” – 8:42.
7. „Fragile Tension (Peter Bjorn And John Remix)” – 3:45.
8. „Hole to Feed (Joebot Remix)” – 6:43.

## Twórcy

### Depeche Mode
- David Gahan – wokale główne.
- Martin Gore – gitara, syntezator, chórki.
- Andrew Fletcher – syntezator, gitara basowa (Hole to Feed), chórki (Fragile Tension).

### Pozostali
- Luke Smith – syntezator, automat perkusyjny.
- Christian Eigner – perkusja.